# Église Saint-Séverin de Nieul-le-Virouil
L'église Saint-Séverin est une église située à Nieul-le-Virouil, dans le département français de la Charente-Maritime en région Nouvelle-Aquitaine.

## Historique
Saint-Séverin est une église de style roman, dont les premiers éléments de construction datent des  XIe et XIIe siècles, avec des ajouts et des remaniements plus tardifs (XVe et XIXe siècles). La partie la plus ancienne est le clocher recouvert d'un dôme de pierre taillé en écaille dit clocher en pomme de pin, dont on trouve des exemples approchants en Saintonge (abbaye aux Dames de Saintes, église Notre-Dame-de-l'Assomption de Fenioux) mais qui rappelle surtout les dômes d'inspiration byzantine observés en Poitou, Angoumois et Périgord (église N.-D.-la-Grande de Poitiers, cathédrale Saint-Pierre d'Angoulême, cathédrale Saint-Front de Périgueux). Cinquante-quatre marches mènent à son sommet qui abrite la cloche «Marie», installée et baptisée en 1859. La corniche est ornée de modillons à figures humaines, animales et végétales. Au-dessous du chœur se trouve une crypte ossuaire qui était utilisée pour la conservation des ossements exhumés pour laisser place à de nouvelles inhumations dans l'église. La chapelle Saint-Joseph, au nord, a gardé son style roman d'origine. Elle est ornée d'une petite abside qui abritait les fonts baptismaux. La chapelle de la Vierge, au sud, a été remaniée au XVIIe siècle. 
L'église Saint-Séverin fut plusieurs fois menacée de destruction. En 1568, au début de la troisième guerre de religion, elle ne fut épargnée que sur ordre du seigneur de Nieul, Bertrand Arnoul, conseiller au Parlement de Bordeaux, pourtant lui-même protestant. Endommagée au cours de la Révolution, laissée à l'abandon au début de XIXe siècle, elle a été restaurée en 1866 à l'initiative du maire Jean Toulouze,,.
L'église est classée au titre des monuments historiques par arrêté du 30 juillet 2002.

## Galerie

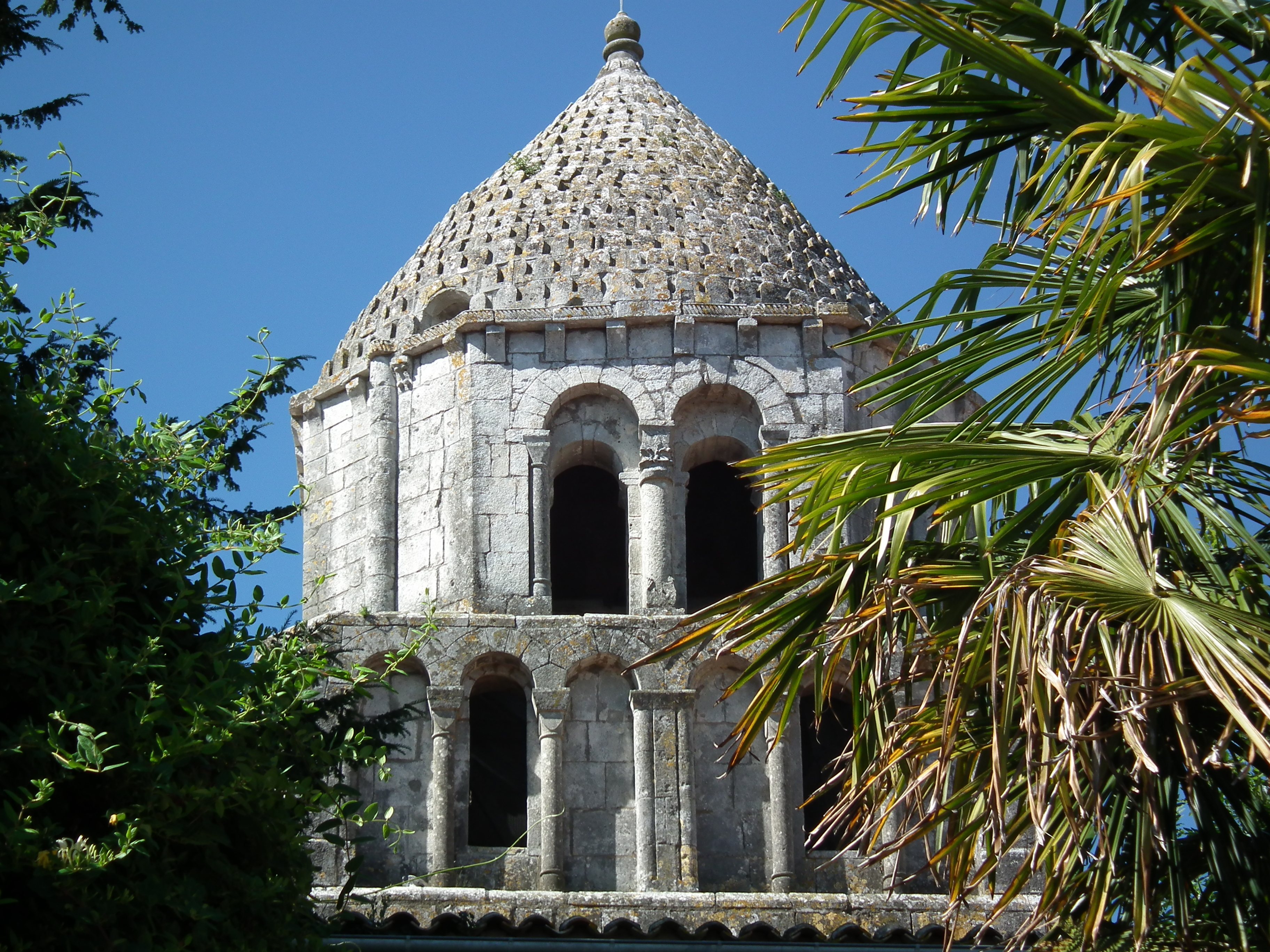
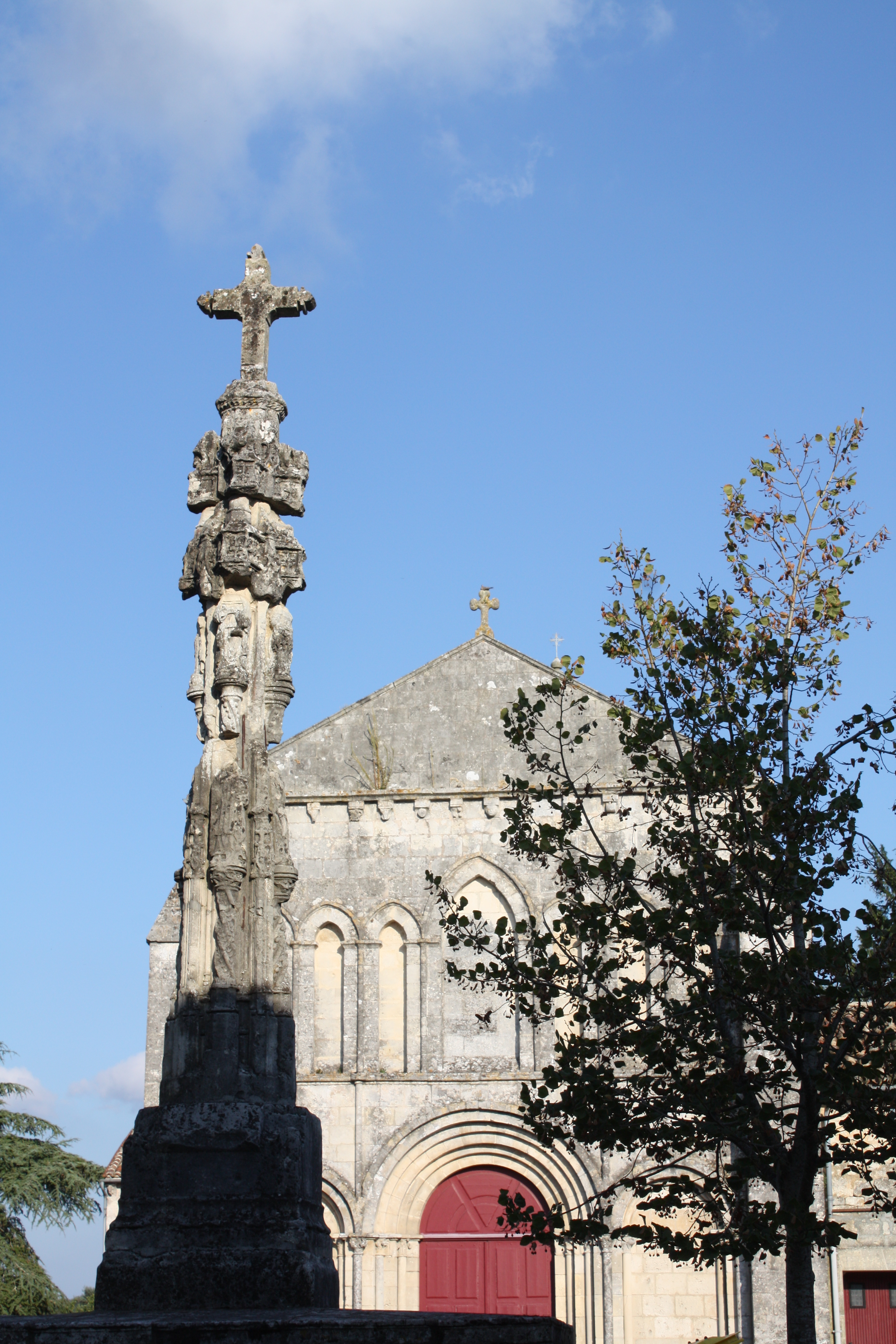
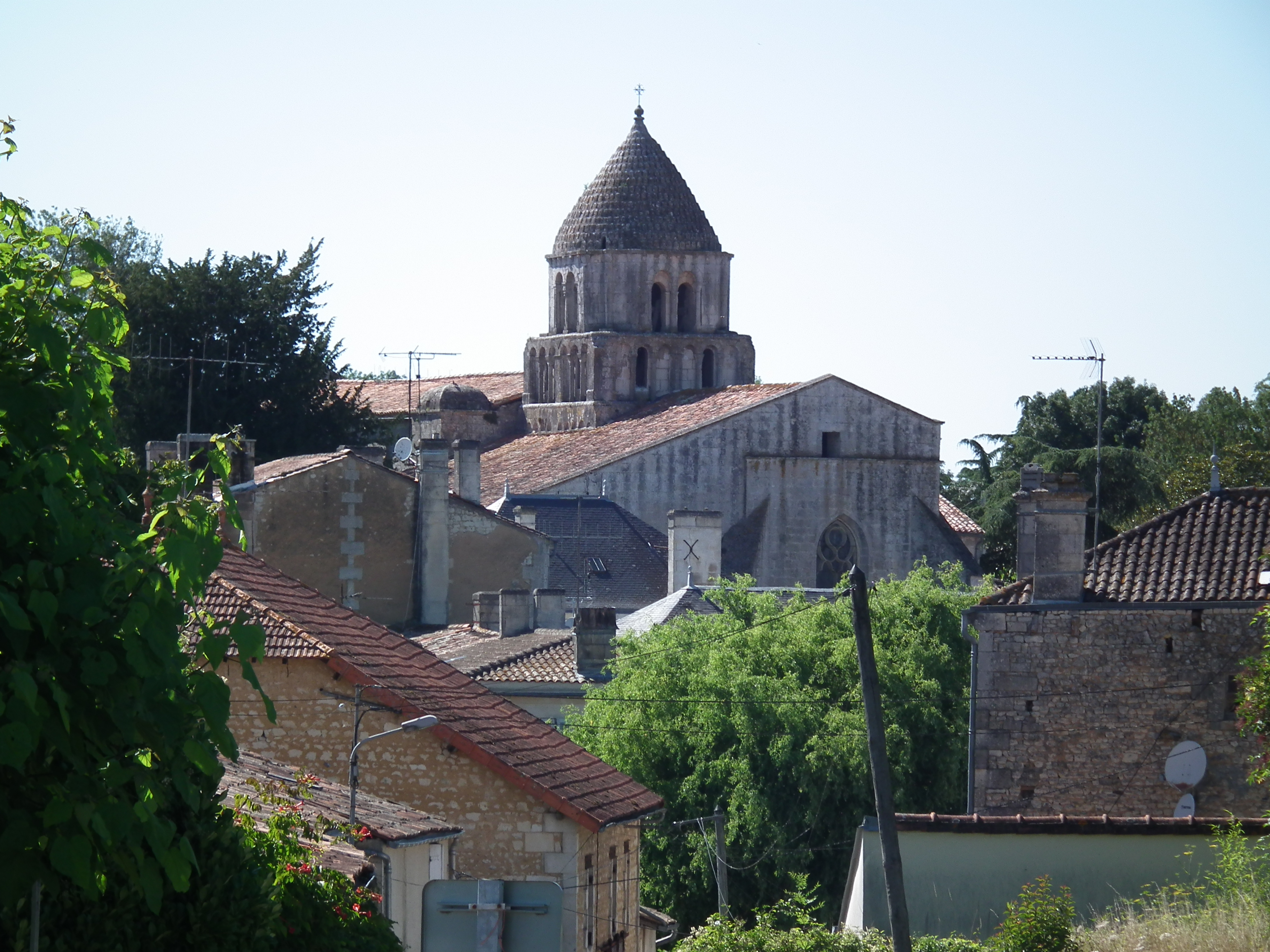